# West Vancouver-Howe Sound (circonscription britanno-colombienne)
Circonscription électorale provinciale du Canada
West Vancouver-Howe Sound est une ancienne circonscription provinciale de la Colombie-Britannique représentée à l'Assemblée législative de la Colombie-Britannique de 1966 à 1991.

## Géographie
La circonscription représentait la ville de West Vancouver et comprenait la baie Howe dans la région de Vancouver.

## Liste des députés
| 28e                                                                              | 1966–1969 |  | Louis Allan Williams | Libéral     |
| 29e                                                                              | 1969–1972 |  | Louis Allan Williams | Libéral     |
| 30e                                                                              | 1972–1975 |  | Louis Allan Williams | Libéral     |
| 30e                                                                              | 1975-1975 |  | Louis Allan Williams | Indépendant |
| 30e                                                                              | 1975-1975 |  | Louis Allan Williams | Créditiste  |
| 31e                                                                              | 1975–1979 |  | Louis Allan Williams | Créditiste  |
| 32e                                                                              | 1979–1983 |  | Louis Allan Williams | Créditiste  |
| 33e                                                                              | 1983–1986 |  | John Reynolds        | Créditiste  |
| 34e                                                                              | 1986–1991 |  | John Reynolds        | Créditiste  |
| Circonscription abolie, voir West Vancouver-Capilano et West Vancouver-Garibaldi |           |  |                      |             |